# Stenorrhipis rhizomatica
Espèce
Synonymes
- Stenorrhipis rhizomatica Herzog[2]

Statut de conservation UICN

 LC  : Préoccupation mineure
Stenorrhipis rhizomatica est une espèce de plantes de la famille des Cephaloziellaceae.

## Publication originale
- Transactions of the British Bryological Society 1: 290. 1950.